# Metopius crassicornis
Metopius crassicornis là một loài tò vò trong họ Ichneumonidae.